# Gustav Stein, velkoobchod dřívím a parní pily
Gustav Stein, velkoobchod dřívím a parní pily byla firma, která obchodovala s dřívím a zároveň ho od roku 1898 na své pile v Plotištích nad Labem zpracovávala.

## Historie
Tato firma byla založena v roce 1898. Kromě pily v Plotištích nad Labem, zřízené v roce 1897 Hugo a Gustavem Steinovými, měl majitel filiální pilu v Krásné v okrese Nové Město na Moravě a sklad dříví v Borové u Poličky. Roku 1915 poskytla svým pracovníkům drahotní přídavek ve výši 1-1,60 K týdně, čímž částečně vyhověla žádosti přednesené dělnictvem. V roce 1923 byla postavena kancelářská budova. Od roku 1928 firma zřídila filiální pilu v Šošůvce na okrese Blansko. Vedle toho vlastnila hospodářské usedlosti s pozemky v Krásné a v Pusté Rybné. Od roku 1913 měla navíc vlečku do svého plotišťského závodu u viaduktu.
Roku 1929 se firma zúčastnila soutěže na koupi dříví vichřicí poraženého, kterou vypsala městská rada v Hradci Králové, přičemž její název do roku 1931 zněl Gustav Stein, obchod uhlím, dřívím a stav. hmotami. Na přelomu 20. a 30. let závod zasáhla světová hospodářská krize a ten pracoval dosti omezeně. K tomu 4. ledna 1935 zemřel senioršéf závodu Hugo Stein ve věku 61 let a závod převzal syn Walter Stein. Teprve koncem 30. let nastalo mírné hospodářské oživení, čímž se zvětšil i počet pracujících, jichž v roce 1937 bylo 7 úředníků a 130 dělníků v sezóně a 50 dělníků mimo ni. Od ledna do dubna téhož roku se zde dokonce pracovalo na 2 směny. Přesto se našel čas i na různé oslavy, např. když 1. listopadu 1932 oslavil disponent Jan Hoffmann výročí 30leté práce u této společnosti.
Firma se koncem 30. let aktivizuje i v oblasti obrany republiky. V srpnu 1938 dala na sbírku ve prospěch Jubilejního fondu na obranu státu 5 000 Kč, i když ostatní firmy daly tehdy více, např. Fotochema 10 000 Kč, Lakovar 10 000 Kč, Družstvo rolnického skladiště 40 000 Kč, Old. Bendl a ing. Rusý 22 500 a mlynář Střemcha 10 000 Kč. V důsledku opevňovacích prací byla zaměstnanost v závodě velmi dobrá.
V roce 1940 koupilo pilu se souhlasem říšského protektora město, které tento podnik zreorganizovalo do firmy Dřevoprůmyslové závody města Hradce Králové, jež se stala součástí tamního lesního hospodářství a produkovala řezivo všeho druhu, k němuž později přibyla i truhlářská výroba. Ředitelem závodů se stal Robert Prihoda, nadlesní z Hochelbe (Vrchlabí) s platem 62 000 K. Existence tohoto podniku je doložena ještě v roce 1948.